# تعدد الزوجات في بنغلاديش
يعد تعدد الزوجات قانونيًا في بنغلاديش، على الرغم من انخفاض هذه الممارسة بسرعة. يقدر أن 10٪ من الرجال البنغلاديشيين متزوجون أكثر من زوجة، وهو أقل بكثير من المعدل المتوسط الموجود في الدول الأخرى التي تسمح بتعدد الزوجات. كما فرضت مدن معينة ضرائب باهظة على ممارسة تعدد الزوجات، مع زيادة الضرائب لكل زوجة جديدة يأخذها الرجل. يمكن للمسلم البنغلاديشي أن يتزوج حتى أربع زوجات في نفس الوقت بشرط إذن زوجاته الحالية. لا يوجد حد معروف لعدد الزوجات اللاتي يمكن للرجل الهندوسي أن يتزوجهم في بنغلاديش.

## قانون الأسرة الهندوسي
يحكم قانون الأسرة الهندوسي الحياة الشخصية للهندوس في بنغلاديش. في الهندوسية تعدد الزوجات هو خطيئة وفقط بعد الطلاق أو إذا مات أي من شركاء الحياة، يمكن للشريك أن يقوم بالزواج التالي.

## قانون الأسرة المسلمة
ينظم قانون الأسرة المسلمة تعدد الزوجات في المجتمع المسلم في بنغلاديش، وقوانين أساسية:
1. لا يجوز لأي رجل التعدد، في حالة وجود زواج قائم، إلا بإذن سابق كتابي من مجلس التحكيم، يأذن بانعقاد زواج آخر، ولا يُسَجَّل أي زواج من هذا القبيل دون هذا الإذن [في ظل قانون (تسجيل) الزواج والطلاق الخاص بالمسلمين لعام 1974.
2. يجب تقديم طلب الإذن إلى الرئيس بالطريقة المنصوص عليها، مع الرسوم المقررة، مع ذكر أسباب الزواج المقترح، وما إذا كانت الزوجة الأولى موافقة أو تم الحصول على موافقة الزوجات الأخرى.
3. عند استلام الطلب، يطلب الرئيس من مقدم الطلب وزوجته الحالية أو زوجاته الحالية ترشيح ممثل له، ويجوز لمجلس التحكيم المشكل على هذا النحو، إذا اقتنع بضرورة الزواج المقترح وصحته، يتم الموافقة رهنا بهذه الشروط.
4. عند البت في الطلب، يقوم مجلس التحكيم بتسجيل أسباب القرار، ويجوز لأي طرف، بالطريقة المنصوص عليها، خلال الفترة المحددة، وعند دفع الرسوم المقررة، أن يقدم طلب مراجعة على القاضي المساعد ويكون قراره نهائياً ولا يكون محل شك في أي محكمة.
5. على كل من عقد زواجًا آخر دون إذن من مجلس التحكيم: أولاً، دفع فوراً المبلغ الكامل للمهر، سواء أكان فوري أم مؤجلًا، للزوجة أو الزوجات الحالية، والتي يمكن إذا لم يُدفَع، استردادها كمتأخرات من إيرادات الأرض. ثانياً، وعند الإدانة بناء على شكوى يعاقب عليها بالسجن البسيط الذي قد يمتد إلى عام واحد أو بغرامة قد تصل إلى 10 آلاف تاكا بنغلاديشي أو كليهما.[2][3]

## القوانين المحلية
في راجشاهي فرضت ضرائب على الزوجات الإضافيات. وعلق عمدة مدينة راجشاهي السابق، ميزان الرحمن مينو، قائلاً «إن تعدد الزوجات عمل غير محترم وقديم».